# 7117 Claudius
7117 Claudius è un asteroide della fascia principale. Scoperto nel 1988, presenta un'orbita caratterizzata da un semiasse maggiore pari a 2,1807942 UA e da un'eccentricità di 0,0574132, inclinata di 4,88799° rispetto all'eclittica.
L'asteroide è dedicato a Matthias Claudius, poeta e scrittore tedesco.